# Rio Făgeţel (Olt)
O Rio Făgeţel é um rio da Romênia, afluente do Păuşa, localizado no distrito de Vâlcea.